# کارلوس رودریگز کوریا
کارلوس رودریگز کوریا (به پرتغالی: Carlos Rodrigues Corrêa) ، هافبک اهل برزیل است که در شهر Limeira و در تاریخ ۲۹ دسامبر ۱۹۸۰ به دنیا آمده‌است.
کارلوس رودریگز کوریا در تیم‌های فوتبال پالمیراس سابقهٔ حضور دارد.